# Бирск
Бирск (баш. МФА: Бөрөо файле) — город в России (с 1781 года), административный центр Бирского района Республики Башкортостан, образует городское поселение город Бирск.

## Физико-географическая характеристика

### Географическое положение
Город расположен в лесостепной зоне Прибельской увалисто-волнистой равнины, в нижнем течении Белой (приток Камы) на её правом берегу.
| С-З | Ижевск ~350 км                 | Пермь ~430 км Янаул ~130 км   | Екатеринбург ~450 км | С-В |
| З   | Казань ~560 км Москва ~1400 км | Роза ветров                   | Челябинск ~470 км    | В   |
| Ю-З | Волгоград ~1400 км             | Уфа 99 км Стерлитамак ~220 км | Магнитогорск ~410 км | Ю-В |

### Часовой пояс
Бирск находится в часовой зоне МСК+2. Смещение применяемого времени относительно UTC составляет +5:00.

## Этимология
Название произошло от гидронима Бирь. Согласно «Энциклопедическому лексикону», башкиры эту реку называют «Бүре һыуы», что переводится как «Волчья вода» (баш. Бүре hыуы).

## История

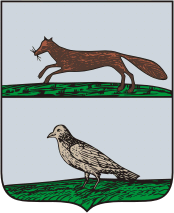
Герб (1782)

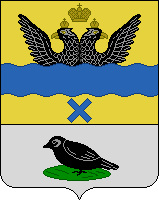
Герб (1839)

Второй русский город-крепость в Башкирии, восстановлен в 1663 году (по др. данным, в 1667) как крепость на месте сожжённого во время башкирского восстания села Архангельского (основано в 1574). Играл большую роль в заселении Башкирии русскими. В 1774 году был взят и сожжён войсками Салавата Юлаева, позднее был заново отстроен. Развивался как торговый и культурный центр северо-восточной Башкирии.

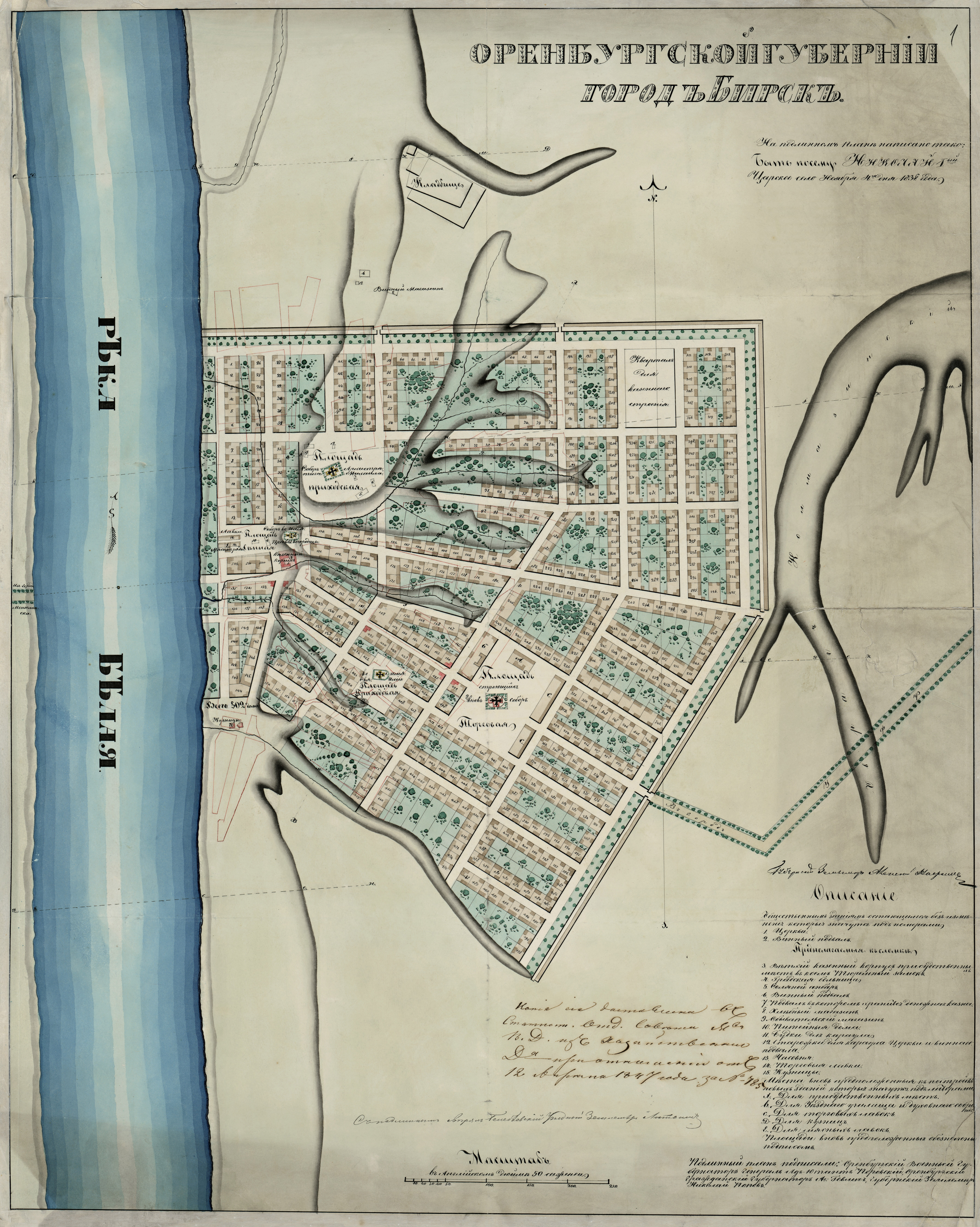
План Бирска, 1847 г.

С 1708 года Бирск приписан к Казанской губернии, с 1719 года — в Уфимской провинции. С 1744 года — в Оренбургской губернии. С 1781 года — уездный город Бирск Бирского уезда Уфимской области Уфимского наместничества, с 1796 года — в Оренбургской губернии.
В 1856 году в уездном городе Бирске Оренбургской губернии насчитывалось 3 церкви, 388 домов, 37 лавок.
К концу XIX века основными занятиями жителей были земледелие, скотоводство, охота, торговля и кустарные ремёсла. Были открыты театр, 3 библиотеки, реальное училище и женская гимназия, коммерческая школа.
В 1922—1930 годах Бирск являлся центром Бирского кантона Башкирской АССР, а с 20 августа 1930 года — Бирского района.
В 1939 году в черту города Бирска включено село Калмазы.
19 сентября 1939 года в городскую черту Бирска включены село Калмазы, усадьба Бирской МТС и земельный участок Бирского райвоенкомата.

## Население
| 1856    | 1897    | 1913    | 1926    | 1931    | 1939    | 1944    | 1945    | 1946    | 1947    | 1959    | 1967    | 1968    |
| ------- | ------- | ------- | ------- | ------- | ------- | ------- | ------- | ------- | ------- | ------- | ------- | ------- |
| 2900    | ↗8600   | ↗11 300 | ↘11 200 | ↗14 400 | ↗21 200 | ↗22 100 | ↘20 100 | ↗21 300 | ↗28 400 | ↘24 837 | ↗32 000 | ↗33 100 |
| 1970    | 1979    | 1989    | 1992    | 1996    | 1998    | 2000    | 2001    | 2002    | 2003    | 2005    | 2006    | 2007    |
| ↘29 607 | ↗30 234 | ↗34 881 | ↗36 100 | ↗38 400 | ↗38 900 | ↗39 700 | ↗39 900 | ↗39 992 | ↗40 000 | ↗41 200 | ↗41 300 | ↗41 500 |
| 2008    | 2009    | 2010    | 2011    | 2012    | 2013    | 2014    | 2015    | 2016    | 2017    | 2018    | 2019    | 2020    |
| ↗43 809 | ↘42 060 | ↘41 635 | ↘41 600 | ↗42 928 | ↗43 765 | ↗44 679 | ↗45 553 | ↗46 132 | ↗46 330 | ↗46 379 | ↘46 362 | ↗46 512 |
| 2021    | 2022    | 2023    | 2024    | 2025    |         |         |         |         |         |         |         |         |
| ↘44 295 | ↗46 438 | ↘44 859 | ↘44 833 | ↘44 611 |         |         |         |         |         |         |         |         |

На 1 января 2025 года по численности населения город находился на 340-м месте из 1124 городов Российской Федерации.

### Национальный состав
Согласно Всероссийской переписи населения 2010 года: русские — 53,6 %, татары — 16,8 %, башкиры — 14,6 %, марийцы — 13,1 %, лица других национальностей — 1,9 %.
По итогам переписи населения 2020 года проживали следующие национальности (национальности менее 0,1 % и другое см. в сноске к строке «Другие»):
| Национальность | Численность, чел. | Доля     |
| -------------- | ----------------- | -------- |
| Русские        | 23 535            | 53,13 %  |
| Татары         | 8703              | 19,65 %  |
| Марийцы        | 5842              | 13,19 %  |
| Башкиры        | 5316              | 12,00 %  |
| Украинцы       | 69                | 0,16 %   |
| Удмурты        | 62                | 0,14 %   |
| Армяне         | 48                | 0,11 %   |
| Другие         | 720               | 1,62 %   |
| Итого          | 44 295            | 100,00 % |

## Фотогалерея старого Бирска

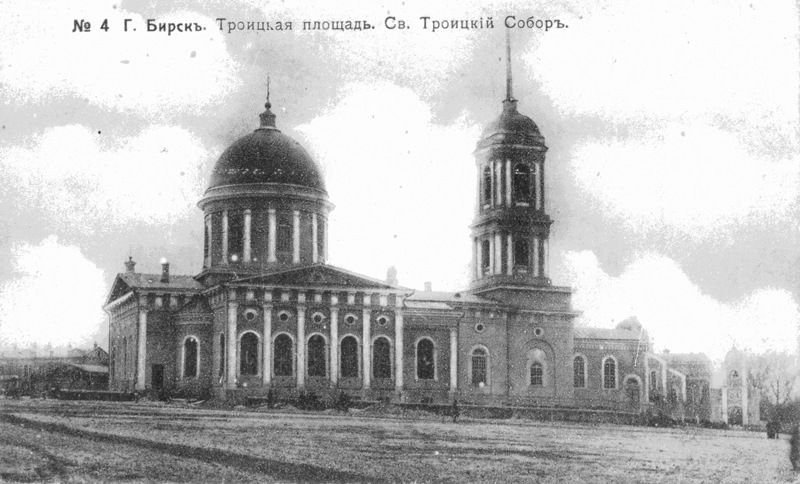
Собор Троицы Живоначальной
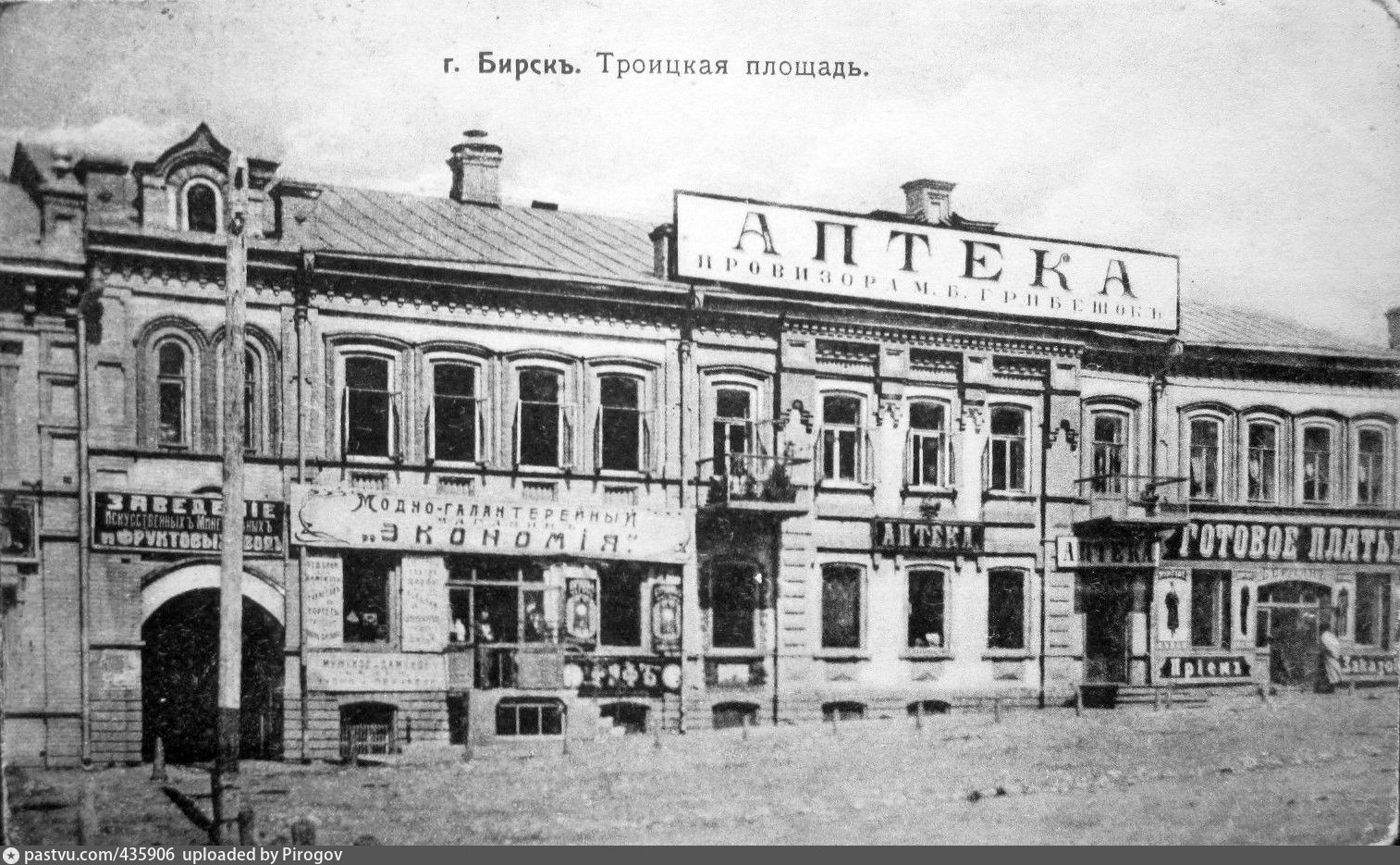
Бирск. Троицкая площадь
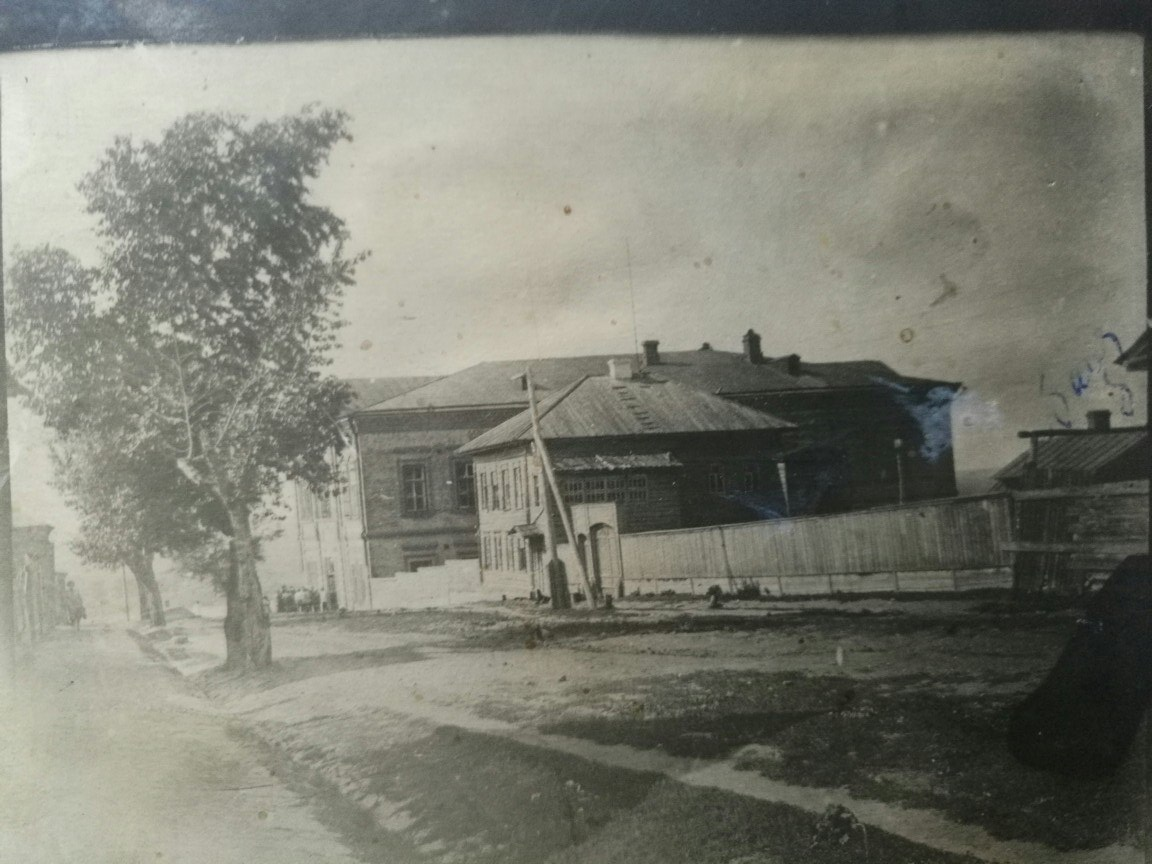
Бирск. Учительская школа I разряда
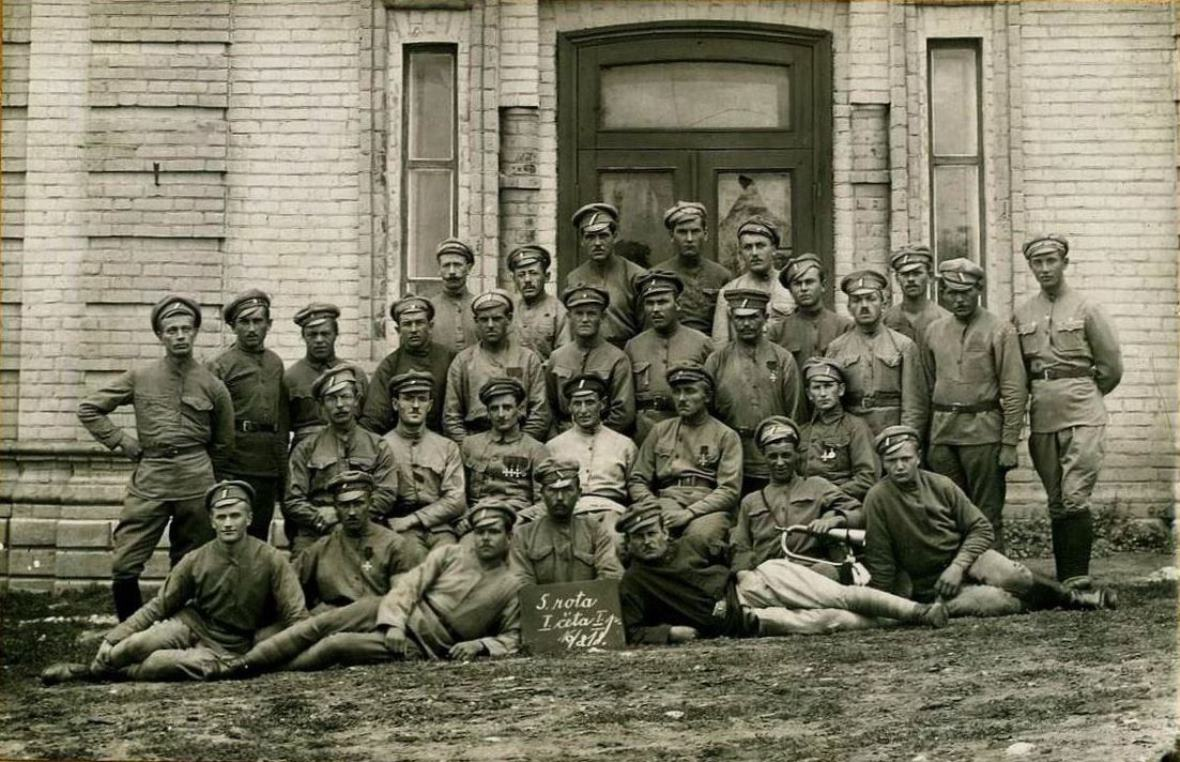
Бирск. Солдаты Чехословацкого корпуса возле женской гимназии
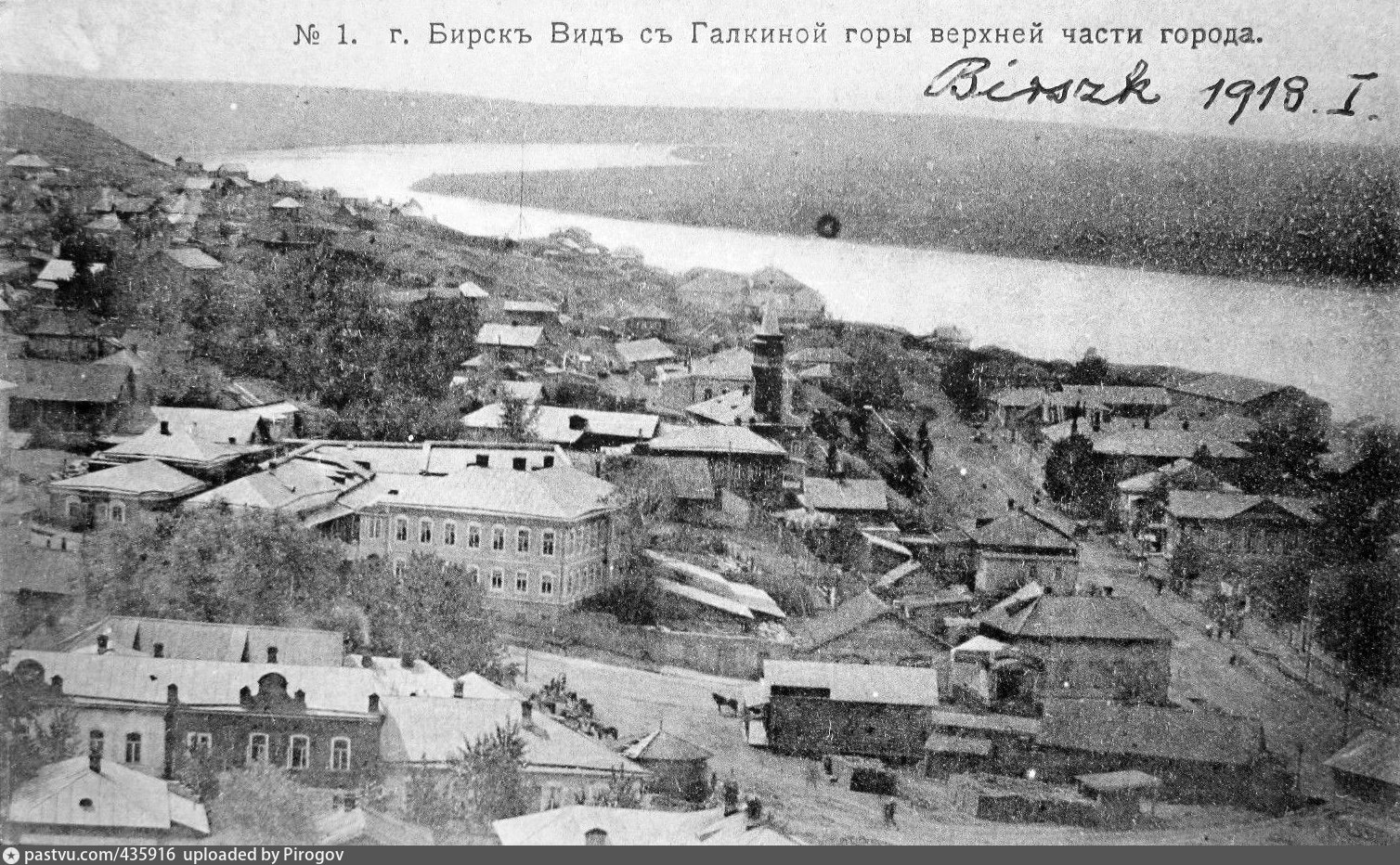
Бирск. Вид верхней части города с Галкиной горы

## Инфраструктура
- Центральная районная больница;
- Городской дворец культуры;
- ТОК-центр «Умникум»;
- Исторический музей;
- Спортивный комплекс «Бирский»;
- Детский дом «Феникс».

## Образование
Дошкольное
- Детский сад № 1 «Айгуль»;
- Детский сад № 2 «Светлячок»;
- Детский сад № 3 «Дюймовочка»;
- Детский сад № 7 «Улыбка»;
- Детский сад № 9 «Алёнушка»;
- Детский сад № 10 «Огонёк»;
- Детский сад № 11 «Солнышко»;
- Детский сад № 12 «Рябинушка»;
- Детский сад № 13 «Звёздочка»;
- Детский сад № 14 «Ласточка»;
- Детский сад № 15 «Родничок»;
- Детский сад № 16 «Ромашка».

Среднее
- Лицей;
- Средняя общеобразовательная школа № 1;
- Средняя общеобразовательная школа № 3;
- Средняя общеобразовательная школа № 4;
- Средняя общеобразовательная школа № 7;
- Средняя общеобразовательная школа № 8;
- Средняя общеобразовательная школа № 9;
- Коррекционная школа-интернат для обучающихся с тяжелыми нарушениями речи.

Дополнительное
- Детская школа искусств им. М. Баширова;
- Центр детского творчества «Радуга»;
- Детско-юношеская спортивная школа «Юность»;
- Спортивная школа по стрельбе из лука;
- Детский оздоровительно-образовательный центр туризма, экологии и отдыха "Вояж".

Среднее специальное
- Кооперативный техникум;
- Медико-фармацевтический колледж;
- Многопрофильный профессиональный колледж.

Высшее
- Филиал Уфимского университета науки и технологий;
- Филиал Уфимской государственной университет экономики и сервиса.

## Экономика

### Предприятия
- Бирское АТП;
- Предприятие «Водоканал»;
- Предприятие «Теплосеть»;
- Бирский филиал АО «Башспирт»;
- ООО «Спектр» на базе бывшего завода чертёжных приборов «Оргтехника»;
- ПТО Бирска — филиал ООО «Баштехконтроль»;

- ОАО «Карпхлеб — Сладкий хлеб»;

- Бирский межрайонный филиал ФБУЗ «Центр гигиены и эпидемиологии в Республике Башкортостан» Архивная копия от 14 декабря 2021 на Wayback Machine.

### Торговля
- ТСК «Яблоко»;
- ТСК «Бирск»;
- ТСК «Бирь»;
- ТСК «Юбилейный»;
- ТСК «Нефтяник»;
- ТСК «Купец»;
- ТСК «Семья»;
- ТСК «Юрюзань»;
- ТСК «Июль»;
- ТСК «Согоры»;
- ТСК «Арена»;
- Межрайонная база «Каскад»;
- Городской рынок.

### Транспорт
Городской транспорт
- Автобус;
- Маршрутное такси;
- Такси (Яндекс Такси).

Междугородный транспорт
- Бирский автовокзал;
- Частные маршрутные такси.

Трассы, проходящие через город
- 80К-029 Уфа — Бирск — Янаул,
- 80К-004 Бирск — Тастуба — Сатка.

## Средства массовой информации

### Телевидение
Эфирное цифровое телевидение:
- Первый канал;
- Россия-1 / ГТРК Башкортостан;
- Матч ТВ;
- НТВ;
- Пятый канал;
- Россия К;
- Россия 24 / ГТРК Башкортостан;
- Карусель;
- ОТР / БСТ;
- ТВ Центр;
- РЕН ТВ;
- Спас;
- СТС;
- Домашний;
- ТВ-3;
- Пятница!;
- Звезда;
- Мир;
- ТНТ;
- Муз-ТВ;
- БСТ.

Преобладающая часть населения города имеет доступ к кабельному телевидению, представленному двумя операторами:
- ПАО «Башинформсвязь»;
- АО «Уфанет».

### Радиостанции
- 87,5 МГц — Comedy Radio;
- 88,5 МГц — Радио Ашкадар;
- 93,1 МГц — Радио Эрвел (Мишкино);
- 100,0 МГц — Авторадио;
- 101,4 МГц — Радио России / ГТРК Башкортостан;
- 101,8 МГц — Радио Маяк;
- 102,3 МГц — Радио Бирь;
- 102,8 МГц — Радио ENERGY;
- 103,9 МГц — Дорожное радио;
- 104,8 МГц — Европа Плюс;
- 105,3 МГц — Радио Юлдаш;
- 105,9 МГц — Радио Дача;
- 106,6 МГц — Русское радио;
- 107,3 МГц — Спутник FM.

## Телекоммуникации

### Стационарная связь
В Бирске 5-значные телефонные номера. Код города: 34784.
Основной оператор стационарной связи — Бирский МЦТЭТ ПАО «Башинформсвязь».

### Интернет
Два основных провайдера: Ufanet (GPON, Ethernet), Башинформсвязь (ADSL, Metro Ethernet,GPON).

### Мобильная связь
Услуги сотовой связи в городе предоставляют три федеральных оператора: МТС, Билайн, МегаФон.

## Религия
Православные храмы:

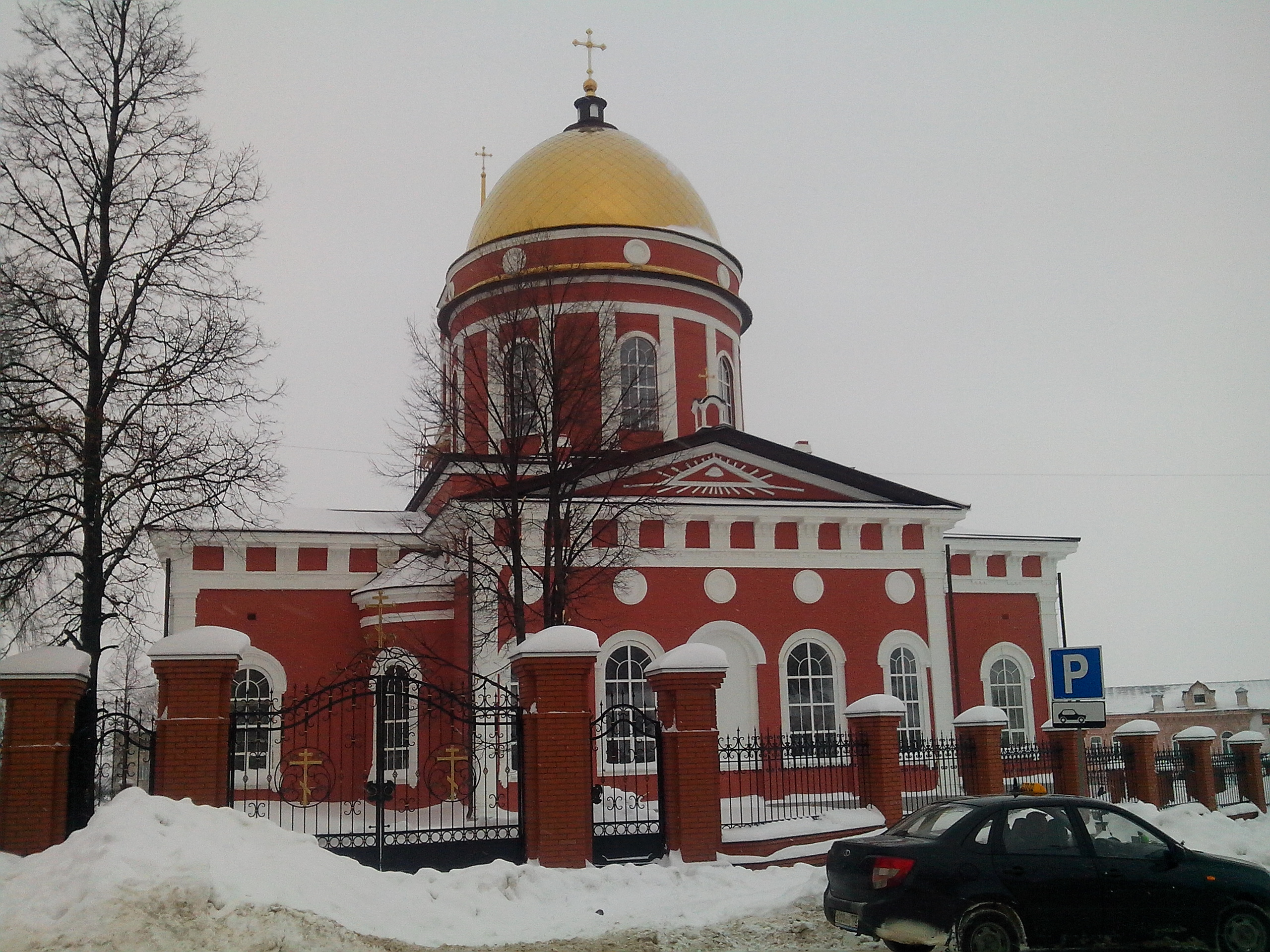
Свято-Троицкий собор

- Свято-Троицкий кафедральный собор. Получил название от Троицкой площади, на которой стоит (ныне Октябрьской). Возведен в 1839—1842 годах. Руководил строительством А. Р. Ватлашов. В 1883 году для собора отлит и установлен колокол в 333 пуда. В 1880 году собор расписали. После его закрытия здесь разместили кинотеатр «Аврора». Купол убрали в 1956 году.
- Церковь Святителей Гурия, Германа и Варсонофия Казанских. Для учеников инородческой школы была построена в 1895—1898 годах Инородческая церковь. Освящена в 1899 году в честь Казанских Святителей Гурия, Германа и Варсонофия. Поэтому её официальное название — церковь Трёх Святителей. Закрыли в 1933 году, расположили музей, затем электростанцию, склад и магазин хозтоваров. После реставрации её вновь открыли в 1992 году.
- Церковь Архангела Михаила. Построена на Галкиной горе в 1842—1845 годах купцами Никитой Серафимовым и Данилой Балаевым. Освящена в 1847 году. Отреставрирована в 2015 году.
- Часовня апостолов Петра и Павла.

Также действует официальный информационный портал, который повествует о событиях и жизни православных христиан в городе Бирске.
Мечети:
- Соборная мечеть — памятник архитектуры;
- Новая мечеть

Протестантские общины:
- Евангелически-Лютеранский приход

## Достопримечательности
- Дом купчихи Морозовой. Дом построен в 1910 году в стиле классицизма. Он находится на перекрестке улиц Интернациональной и Коммунистической (до Революции — Миллионная и Большая Ильинская). В здании находились магазины промтоваров, продуктов и колониальных товаров. Как и все купеческие дома и прочие здания, её дом был тоже национализирован большевиками, пришедшими к власти в 1917 году. С 1918 года в её доме находились различные учреждения. В 1940—1950 годах на первом этаже была типография. До последнего времени — факультет иностранных языков Бирского филиала УУНиТ. Говорят, что это наиболее сохранившийся изнутри дом. Там есть даже изразцовая печь[37].
- Бирский парк Матросова. «Стометровка»[38].
- Бирский кинотеатр «Аврора». В 1932 году в Бирске был открыт кинотеатр под названием «Роскино». Демонстрировали в нем немые фильмы под игру фортепиано. Пианистом работал Геннадий Зуев. Спустя два года (1934 год) появилось кино со звуком. Первым фильмом в городе, показанном на экране со звуком, была картина «Путевка в жизнь» (1931 год, собственно, он был первым звуковым фильмом страны)[39].
- Бирский исторический музей. Современный музей в Бирске существует с 1990 года, но история музейного дела в городе началась задолго до этого и насчитывает более ста лет. С 2014 года музей принимает своих посетителей в новом здании. Его экспозиция посвящена истории Бирска с XVII века и до наших дней[40].

- Бирский аэродром. В послевоенные годы в Бирске начинает развиваться авиасообщение. В 1955 году был построен аэродром. Самолеты легкой авиации осуществляли пассажирские перевозки в Уфу, Стерлитамак и ряд других населенных пунктов. Пассажирское сообщение в Бирске существовало в 1950-х и 1960-х годах. Затем оно было ликвидировано, вследствие нерентабельности и развития автобусного сообщения. Аэродром продолжал действовать до середины 1980-х годов, принимая сельскохозяйственные самолеты из Уфы и исполняя роль пункта дозаправки и сервисного обслуживания[41].
- Вокзал без железной дороги[42].
- Построенная в 1878 году Бирская земская больница[43].

## Памятники
Согласно Башкирской энциклопедии в городе установлены следующие памятники:
- Ансамбль-памятник на Соколке в память жертв Гражданской войны. Включает в себя стену с пулемётами, две пушки на постаментах и памятник с мечом из нержавеющей стали. Установлен в 1924 году[45].
- Памятник И. В. Сталину. Был установлен в сквере Винокурова. Памятник убрали за одну ночь в 1961 году. Дальнейшая судьба его неизвестна.
- Памятник в честь 300-летия города. Был установлен на месте памятника И. В. Сталину, в 1963 году. Был разрушен при строительстве спортивного комплекса.
- Памятник Неизвестному солдату в парке Победы. Установлен в 1970 году[45].
- Памятник Х. Л. Давлетшиной установлен в 1979 перед главным корпусом БФ УУНиТ в память о великой башкирской писательнице.
- Памятник в честь 50-летия открытия бирской нефти. Установлен в 2000 году, перенесён в 2012 году, находится около ТСК «Бирск».
- Мемориальный комплекс, посвящённый бирянам — Героям Советского Союза. Открыт в 2005 году, в честь 60-летия Победы в Великой Отечественной войне[45].
- Памятник купцу, основателю города, установлен в 2007 году[46]. Символизирует вклад бирского купечества в развитие города во второй половине XIX — начале XX века. Установлен в центральной части города на Октябрьской площади.
- Памятник воинам, павшим в горячих точках.
- Памятники В. И. Ленину. Их в городе три: первый в центре города в сквере Ленина, второй рядом с кинотеатром «Аврора», третий во дворе средней школы № 4.
- Памятник в честь восстания Е. И. Пугачёва. Представляет собой большой камень, который установлен перед автовокзалом. Закрыт от обзора автобусной остановкой и его практически не видно.

## Памятники архитектуры
- Дома купцов П. А. Коновалова и К. Г. Сизова.
- Отделение Сибирского торгового банка.
- Магазин аптекаря М. Б. Гребешка.
- Дом купца С. И. Иванова.
- Дом купца И. М. Мотыгина.
- Дом акушерки Ватлашовой.
- Дом купчихи М. П. Морозовой.
- Здание городской управы.
- Арка в честь 5-летия вступления Бирской пожарной дружины в Имперское пожарное общество в 1914 году.
- Здание женской гимназии (ныне средняя школа № 3).
- Здание реального училища (ныне административное здание Бирского филиала Уфимского университета науки и технологий).
- Здание торговой школы (ныне школа № 1).
- Каланча.

## Города-побратимы
- Салават (с 2009 года)[47][48][49].